# Grand Prix de Plouay 2012
La 76e édition du Grand Prix de Plouay a eu lieu le 26 août 2012. Il s'agit de la 24e épreuve de l'UCI World Tour 2012.

## Présentation

### Parcours
Le GP de Plouay se dispute autour d'un circuit de 27 km à parcourir 9 fois, soit 243 km.
Le départ et l'arrivée ont lieu sur le boulevard des Championnats du Monde. Les coureurs empruntent la côte du Lézot, avant de prendre la direction de Kerscoulic puis Pont-Neuf. Ils longent alors le Scorff, passent à Pont-Calleck et près de la Chapelle St Anne.
Le circuit revient vers Pont-Neuf avant d'emprunter le Minojenn du Calvaire, nouveauté cette année. Il finit par la côte de Ty-Marrec à seulement 4 km de l'arrivée.

### Équipes
L'organisateur a communiqué la liste des équipes invitées le 17 août 2012. 24 équipes participent à ce Grand Prix de Plouay - 18 ProTeams et 6 équipes continentales professionnelles :
| Nom de l'équipe         | Pays        | Code |
| ----------------------- | ----------- | ---- |
| AG2R La Mondiale        | France      | ALM  |
| Astana                  | Kazakhstan  | AST  |
| BMC Racing              | États-Unis  | BMC  |
| Euskaltel-Euskadi       | Espagne     | EUS  |
| FDJ-BigMat              | France      | FDJ  |
| Garmin-Sharp            | États-Unis  | GRS  |
| Katusha                 | Russie      | KAT  |
| Lampre-ISD              | Italie      | LAM  |
| Liquigas-Cannondale     | Italie      | LIQ  |
| Lotto-Belisol           | Belgique    | LTB  |
| Movistar                | Espagne     | MOV  |
| Omega Pharma-Quick Step | Belgique    | OPQ  |
| Orica-GreenEDGE         | Australie   | OGE  |
| Rabobank                | Pays-Bas    | RAB  |
| RadioShack-Nissan       | Luxembourg  | RNT  |
| Saxo Bank-Tinkoff Bank  | Danemark    | STB  |
| Sky                     | Royaume-Uni | SKY  |
| Vacansoleil-DCM         | Pays-Bas    | VCD  |

| Nom de l'équipe           | Pays        | Code |
| ------------------------- | ----------- | ---- |
| Argos-Shimano             | Pays-Bas    | ARG  |
| Bretagne-Schuller         | France      | BSC  |
| Cofidis                   | France      | COF  |
| Europcar                  | France      | EUC  |
| Farnese Vini-Selle Italia | Royaume-Uni | FAR  |
| Saur-Sojasun              | France      | SAU  |

## Récit de la course
Rui Costa (Movistar) et Simon Gerrans (Orica-GreenEDGE) attaquent dans le final, dans la côte de Ty-Marrec. Edvald Boasson Hagen (Sky) vient reprendre et dépasser Costa. Il est le premier Norvégien à remporter le Grand Prix de Plouay. Le podium est complété par Costa qui conserve son avantage sur le peloton réglé par Heinrich Haussler (Garmin-Sharp) qui s'emparer de la troisième place.

## Classement final
|    | Coureur              | Équipe            |    | Temps           | Points UCI |
| -- | -------------------- | ----------------- | -- | --------------- | ---------- |
| 1  | Edvald Boasson Hagen | Sky               | en | 4 h 45 min 00 s | 80         |
| 2  | Rui Costa            | Movistar          | +  | 4 s             | 60         |
| 3  | Heinrich Haussler    | Garmin-Sharp      |    | 5 s             | 50         |
| 4  | Matthew Goss         | Orica-GreenEDGE   |    | 5 s             | 40         |
| 5  | Jürgen Roelandts     | Lotto-Belisol     |    | 5 s             | 30         |
| 6  | Marco Marcato        | Vacansoleil-DCM   |    | 5 s             | 22         |
| 7  | Giacomo Nizzolo      | RadioShack-Nissan |    | 5 s             | 14         |
| 8  | Borut Božič          | Astana            |    | 5 s             | 10         |
| 9  | Samuel Dumoulin      | Cofidis           |    | 5 s             | -          |
| 10 | Luca Paolini         | Katusha           |    | 5 s             | 2          |